# Jaszowiec
Die Jaszowiec ist ein rechter Zufluss der Weichsel in den Schlesischen Beskiden von 3,3 Kilometern Länge. Der Fluss entspringt an den westlichen Hängen der Równica und der Orłowa und fließt nach Osten. Er durchfließt den Ortsteil Polana von Ustroń, bevor er in die Weichsel mündet.
Sein Name kommt von dem Vornamen Jaś (deutsch: Hans). Wahrscheinlich nannte sich einer der ersten Siedler in seinem Tal so.